# Astyanax argyrimarginatus
Astyanax argyrimarginatus är en fiskart som beskrevs av Garutti, 1999. Astyanax argyrimarginatus ingår i släktet Astyanax och familjen Characidae. Inga underarter finns listade.